# Krožno namakanje
Krožno namakanje ali pivotirajoče namakanje (angleško Center-pivot irrigation ali circle irrigation) je način namakanja polj, pri katerem namakalna naprava, ki je nameščena na kolesih, kroži okrog centralne točke (pivota). Vodo se razpršuje s šprinklerji. Za pogon naprave največkrat uporabljajo električne motorje. Radij namakalne naprave je po navadi okrog 400 metrov.
Ta sistem namakanja je leta 1948 izumil Frank Zybach, kmet iz Kolorada. Krožno namakanje po navadi porabi manj vode in zahteva manj človeškega prosredovanja. 
Te sisteme se velikokrat uporablja v ZDA, Saudovi Arabiji, Avstraliji, Novi Zelandiji in Braziliji.
Za namakanje se velikokrat uporabljajo vodo iz akviferjev - podzemnih rezervoarjev z vodo. V prihodnosti bo lahko nastal problem, ko se bodo izpraznili. 

## Dodatni viri
- Snyder, Cindy (18. januar 2011). »Center pivot irrigation systems cost big bucks«. Times-News (Twin Falls, Idaho). Pridobljeno 6. junija 2012.
- Becker, Hank (2. oktober 2000). »Can Crop Temperature Guide Center-Pivot Irrigation?«. USDA Agriculture Research Service. Pridobljeno 6. junija 2012.
- Garner, Fay (Februar 2008). »Tuskegee Turf Farm Battles Drought With More Efficient Irrigation«. USDA Natural Resources Conservation Service. Pridobljeno 6. junija 2012.
- Boyd, Vicky (16. februar 2012). »Valley Irrigation unveils tire sensor for center-pivot systems«. The Grower Magazine. Arhivirano iz prvotnega spletišča dne 8. marca 2013. Pridobljeno 6. junija 2012.